# Oh, Kay!
Oh, Kay! è un musical composto da George Gershwin, con liriche di Ira Gershwin e libretto di Guy Bolton e P. G. Wodehouse. È tratto dalla commedia La Presidente di Maurice Hanniquin e Pierre Veber. La trama racconta le avventure del Duca di Durham e di sua sorella, Lady Kay, distillatori inglesi quando negli Stati Uniti vigeva il proibizionismo. Kay si innamora di un uomo che sembra indisponibile.
Lo spettacolo, con protagonisti Gertrude Lawrence e Victor Moore, andò in scena a Broadway nel 1926 e tenne il cartellone per 256 recite. Venne poi spostato nel West End di Londra nel 1927 al His Majesty's Theatre. Questa produzione ebbe come interpreti Gertrude Lawrence e John Kirby, e venne rappresentata per 213 volte.
Oh, Kay! prese il nome da Kay Swift (1897-1993), una musicista che viene ricordata per essere stata la prima donna a scrivere un musical. Il protagonista maschile si chiama Jimmy come James Paul "Jimmy" Warburg, il marito di Kay, un noto banchiere, consulente finanziario di Franklin D. Roosevelt. 

## Antefatto
I produttori Alex A. Aarons e Vinton Freedly immaginarono Oh, Kay! come uno spettacolo sullo stile del Princess Theatre, con una messa in scena semplice e una storia di genere farsesco. Venne scelta come protagonista Gertrude Lawrence, che aveva recitato nelle Andre Charlot Revues del 1924 e 1925. Secondo le regole del processo creativo del musical americano del tempo, George e Ira Gershwin scrissero Oh, Kay! prima che i librettisti, Bolton e Wodehouse, iniziassero la scrittura del testo. Quando il libretto fu completo, vennero eliminate otto canzoni già scritte dai Gershwin, in quanto non adatte al contesto della storia.
La storia fotografava perfettamente lo spirito dei ruggenti anni venti, rappresentando situazioni molto familiari al pubblico del teatro: una mansion decrepita di Long Island e dei distillatori clandestini. Durante le prove, George Gershwin acquistò una bambola di stracci in un negozio di giocattoli di Filadelfia. La ballata, Someone To Watch Over Me, venne inscenata con Lawrence da sola sul palcoscenico mentre afferrava la bambola cantandole la canzone. Questa fu la canzone più famosa dell'opera e divenne poi uno dei pezzi più noti di Gershwin.
Someone to Watch Over Me è contenuta negli album The Voice of Frank Sinatra del 1946, Ella Sings Gershwin del 1950 ed Ella Fitzgerald Sings the George and Ira Gershwin Songbook del 1959, in Sarah Vaughan Sings George Gershwin del 1958, in Etta James Sings for Lovers del 1962, in Love di Rosemary Clooney del 1963, in My Name Is Barbra della Streisand del 1965, da Nikka Costa nel 1981, in What's New di Linda Ronstadt del 1983, in Expressions di Chick Corea del 1993, in No strings di Sheena Easton del 1993, da Elton John in The Glory of Gershwin del 1994, in The Melody at Night, With You di Keith Jarrett del 1998, in As Time Goes By: The Great American Songbook 2 di Rod Stewart del 2003, da Chris Botti in When I Fall in Love del 2004 e da Art Garfunkel in Some Enchanted Evening del 2007.

## Trama

### Atto I
Siamo nel 1926, l'era del jazz e del proibizionismo. Jimmy Winter è molto popolare fra le giovani domestiche di casa, ed esse stanno facendo le pulizie nel suo salotto a Long Island, dichiarando che "The Woman's Touch" è esattamente quello che servirebbe alla sua casa. Jimmy deve uscire, ma tornerà verso sera. In sua assenza, alcuni distillatori inglesi, il duca di Durham, sua sorella Lady Kay, ed i loro assistenti americani, "Shorty" McGee e Larry Potter, hanno installato la loro attività illegale in casa di Jimmy. Quando apprendono che Jimmy è di ritorno, il Duca cancella il programma di produzione di rum di quella notte e trasferisce le centinaia di litri di liquore nella cantina. Dolly e Phyllis Ruxton, due delle giovani ragazze, erano due gemelle perfettamente identiche. Esse si uniscono a Larry in una estemporanea canzone e danza ("Don't Ask").
Arriva l'ufficiale delle dogane Jansen, convinto di trovare l'attività di distillazione illecita, ma riparte quando Jimmy ritorna a casa. Jimmy è accompagnato dalla seria ed altezzosa seconda moglie, Constance con la quale si è appena sposato. Il suo primo matrimonio, celebrato dopo una severa ubriacatura al college, si era presto risolto con una separazione. Egli aveva chiesto l'annullamento per poter sposare Constance. Shorty si fa passare come il nuovo maggiordomo, avendo mandato via il vero maggiordomo e la domestica che Jimmy aveva assunto. Come maggiordomo, Shorty poteva esser certo che il rum nella cantina era al sicuro.
Jimmy riceve un telegramma dal suo avvocato che gli comunica che l'annullamento del matrimonio non è stato ancora ottenuto, e pertanto Jimmy e Constance sono sposati illegalmente. Constance, furiosa, lascia la casa e si rifugia in albergo. Jimmy dice a Shorty di una bella ragazza che lo salvò dall'affogare l'estate scorsa. Egli viene interrotto quando le ragazze che puliscono la casa entrano per dare il benvenuto a Jimmy. Egli dichiara che ognuna è una "Dear Little Girl". Loro vanno via e Jimmy si prepara per andare a letto mentre un temporale inizia ad imperversare fuori. Lady Kay, vestita con un'incerata ed impugnando una rivoltella, entra inseguita dagli agenti delle tasse. Lei risulta essere la ragazza che salvò Jimmy l'estate precedente. Jimmy la nasconde nella sua camera da letto quando l'ufficiale Jansen arriva per interrogare Jimmy. Jansen va via ma poi ritorna e vede insieme Kay e Jimmy. Kay dice allora di essere la moglie di Jimmy, e siccome i bagagli degli sposi erano ancora nell'ingresso, l'ufficiale le crede e va via. Kay non può uscir fuori per via del temporale che imperversa, così dovrà passare la notte nella stanza di Jimmy ("Forse").
Il Duca e Larry arrivano alla casa di Jimmy, la mattina successiva, per cercare Kay. Le belle ragazze entrano, e Larry inizia a cantare danzando ("Clap Yo' Hands"). Kay si nasconde nella camera da letto di Jimmy finché tutti gli ospiti vanno via. L'ufficiale di reddito ritorna, e Jimmy e Kay fingono di essere appena sposati ("Do, Do, Do"). Arrivano il Duca, Constance, ed il padre di Constance, giudice Appleton, e Kay si nasconde di nuovo nella camera da letto. Ora l'annullamento del matrimonio di Jimmy è definitivo ed il giudice progetta di presiedere ad una cerimonia ufficiale di matrimonio nel pomeriggio. Constance sente dei rumori provenienti dalla camera da letto ed apre la porta. Kay, vestita come una domestica inglese si presenta come Jane, moglie di Shorty il maggiordomo. Kay comprende che lei è innamorata di Jimmy e decide di prevenire il matrimonio di Jimmy con Costance.

### Atto II
Arrivano i fotografi di "Bride and Groom", e Kay, ancora travestita da domestica, tenta di convincere Jimmy che lei sarebbe una moglie migliore di Constance. Ella dice, alla sua bambola di stracci, che ha bisogno di "Someone to Watch Over Me". Si suppone che Larry stia trasferendo il liquore fuori dalla cantina, ma lui finisce per dimostrare invece l'abilità nel ballare "Fidgety Feet". Entra l'ufficiale delle imposte ed è confuso quando Kay viene presentata come la moglie di Shorty e non di Jimmy. Il giudice e Constance chiedono di pranzare, e Shorty e Kay devono servirli. Il pasto diviene sempre più caotico, ed il Giudice e Constance si offendono e vanno via. Jimmy dichiara che passare il tempo con le giovani ragazze che frequentano la casa è "Heaven on Earth".
L'ufficiale delle tasse ritorna ed è scioccato nel sentire che Jimmy si sposa quel pomeriggio, visto che lo aveva trovato con sua moglie la notte precedente. Kay sta provandosi uno dei vestiti di Constance, e, siccome lei non sembra più una domestica, lei e Shorty convincono l'ufficiale delle imposte che lei è la moglie di Jimmy. Lei che sembra proprio Jane la domestica; Dolly e Phyllis dimostrano che due persone possono sembrare simili.
Kay e Shorty complottano per bloccare il matrimonio. Quando Jimmy vede Kay nel vestito di Constance, lei è così bella che lui la bacia. Il matrimonio comincia, e mentre il giudice legge la formula, viene interrotto da Shorty, travestito da agente delle tasse. Egli dice che Jimmy è agli arresti per aver nascosto alcol in casa sua. Arriva nel frattempo il vero ufficiale che arresta il Duca e Kay, e imputa a Jimmy di aver nascosto un criminale. Egli rivela allora di aver trovato Kay nella sua camera da letto mascherata come la moglie di Jimmy. I distillatori e Jimmy vengono posti agli arresti e chiusero nella cantina mentre viene portato via l'alambicco per la distillazione del rum. Essi scoprono presto che la cantina non è stata chiusa a chiave e riescono quindi a fuggire.
Quella notte, Jimmy dà una festa per i suoi amici ed i distillatori. I suoi amici encomiano Kay, dichiarando "Oh, Kay, You're OK with Me". L'ufficiale arriva e confessa che lui è il Blackbird, un contrabbandiere famoso che ha appena rubato il loro liquore! Ma risulta che i conducenti dell'autocarro stavano lavorando per Shorty e Larry. Blackbird impreca che avrà la sua vendetta. Poiché pensa che Kay non ha un visto per gli Stati Uniti, la vuole denunciare. Comunque, poiché Kay si è appena sposata a Jimmy, è ora una cittadina degli Stati Uniti.

## Ruoli e cast originale di Broadway
- Kay – Gertrude Lawrence
- "Shorty" McGee – Victor Moore
- Jimmy Winter – Oscar Shaw
- Constance Appleton – Sascha Beaumont
- Mae – Constance Carpenter
- Molly Morse – Betty Compton
- Larry Potter – Harland Dixon
- Dolly Ruxton – Madeline Fairbanks
- Phil Ruxton – Marion Fairbanks
- Judge Appleton – Frank Gardiner
- Peggy – Janette Gilmore
- Revenue Officer Jansen – Harry T. Shannon
- The Duke – Gerald Oliver Smith
- Daisy – Paulette Winston

## Canzoni
Atto I
- The Moon is on the Sea - Ensemble
- When our Ship Comes Sailing In - Duke, Potter and Shorty
- Don't Ask - Larry Potter, Phyllis Ruxton and Dolly Ruxton
- Someone to Watch Over Me - Kay
- The Woman's Touch - Molly Morse, Mae and Ensemble
- Dear Little Girl - Jimmy Winter and Girls
- Maybe - Jimmy Winter and Kay
- Clap Yo' Hands - Larry Potter, Molly Morse, Daisy, Mae, Peggy and Ensemble
- Do, Do, Do - Jimmy Winter and Kay

Atto II
- Bride and Groom - Constance Appleton, Jimmy Winter, Judge Appleton and Guests
- Ain't it Romantic - Kay, Shorty and Jimmy
- Fidgety Feet - Larry Potter, Phyllis Ruxton and Ensemble
- Heaven on Earth - Jimmy Winter, Molly Morse, Mae and Ensemble
- Someone to Watch Over Me - Kay
- Oh, Kay! - Kay Jones and Boys